# Lepthyphantes intricatus
Lepthyphantes intricatus este o specie de păianjeni din genul Lepthyphantes, familia Linyphiidae. A fost descrisă pentru prima dată de Emerton, 1911. Conform Catalogue of Life specia Lepthyphantes intricatus nu are subspecii cunoscute.